# Sakura Sena
Sakura Sena (瀬名 さくら, Sena Sakura), née le 31 janvier 1975 à Chigasaki, est un mannequin « glamour » et une actrice japonaise de films pornographiques. Elle est connue pour son tour de poitrine impressionnant, des bonnets taille G-32 et un tour de taille de 60 cm.

## Biographie
Sakura Sena est issue d'une famille de classe moyenne (son père est charpentier). Elle a deux frères plus âgés qu'elle et un frère plus jeune. À la sexualité précoce, Sena fait connaissance, pour la toute première fois, avec la pornographie à l'âge de 13 ans en visionnant, en cachette, une vidéo appartenant à son père interprétée par des acteurs Américains.
De là viendrait, dit-elle, son attirance physique pour les étrangers.
Une autre vidéo empruntée en cachette à son père lui enseigne la masturbation avec un aspirateur ménager. Elle raconte : « I eventually did it so hard that my skin ripped and blood was going everywhere. That's when my grandfather came in… he saw me against the wall, my legs spread apart wide and a vacuum cleaner hose in my pussy. He just told me that I had a phone call and left… He looked too embarrassed to say anything. »,.
Sena a son premier rapport sexuel à l'âge de 14 ans alors qu'elle est élève du secondaire. Elle acquiert une solide expérience au contact d'hommes plus âgés qu'elle, parfois des amis de son père, qu'elle affirme, lui ont enseigné les plaisirs qu'on peut prendre avec des jouets sexuels : « ...with my friends' fathers and people like that... The older guys taught me a lot, especially when it came to sex toys. »
NdT : « ...avec les amis de mon père et d'autres personnes du même acabit...Les hommes plus âgés m'ont beaucoup appris, spécialement au sujet des jouets sexuels. ».
Un an après sa première expérience sexuelle, Sena est kidnappée par des membres du Yakuza Ils l'emènent dans un lupanar et la forcent à pratiquer des fellations pendant deux heures avant de la relâcher. Cette rencontre occasionnelle (à laquelle l'actrice attribue son habileté orale) est suivie d'une séance de karaoké.

## Carrière
Sena a toujours voulu pratiquer des activités sortant de l'ordinaire à commencer par une école de décoration. À la fin de son adolescence, elle pose dénudée pour des périodiques.
Sena débute, à l'âge de 18 ans dans Kaikin, un film érotique japonais, sous son premier nom de scène Shiho Fujiwara (藤原 史歩, Fujiwara Shiho),,
Après avoir été stripteaseuse et actrice de films érotiques pendant près de quatre ans, Sakura prend la décision de modifier son aspect physique en augmentant le volume de sa poitrine. Une première augmentation de volume est faite au Japon. Jugeant que le résultat n'est pas à la hauteur de ses espérances, elle a recours à une seconde augmentation mammaire en mai 1999 à Fort Lauderdale, Floride, États-Unis. Elle peut avoir ainsi une plus grosse poitrine que ce qu'elle aurait pu obtenir au Japon, la loi japonaise limitant l'augmentation de taille. Sa poitrine est portée à un 32"G (85G). Les medias japonais l'affublent alors du sobriquet « Cyborg Woman », la femme cyborg.
En septembre 1999, profitant de la pornographie cybernétique florissante au Japon, Sakura devient une pionnière de la commercialisation du X en s'exhibant sur son propre site.
Sa première apparition après l'opération a lieu en décembre 1999. Elle pose alors pour le magazine de charme américain Score. Elle est la première japonaise à être publiée par ce magazine.
En 2001, elle signe un contrat avec la firme JAV spécialisée dans les DVD pornographiques. Aux termes de ce contrat, elle participe au tournage d'un DVD pornographique japonais au casting étranger, Monster Body, distribué par Princess en mars 2002. Toujours avec JAV elle réalise trois autres DVD.
Le fan club de Sakura augmente sensiblement, notamment grâce à Internet. On peut voir dans ses films que ses seins énormes sont véritablement remodelés. Elle devient cependant une actrice du X de renom, partiellement en raison du faible nombre d'actrices japonaises du genre possédant une poitrine aussi volumineuse.
Sur son site web, "Sakura Mania Club", on peut voir de longues vidéos et des photographies photos non-censurées hédoniques qui témoignent de son appétit sexuel et contrastent avec la pornographie japonaise classique où la pixélisation est de mise pour cacher les parties intimes des acteurs. Elle est apparue dans plus de 70 productions japonaises, incluant des scènes de sodomie, de sexe interracial, de shibari (bondage japonais) et de bukkake impliquant cent hommes.
En 2003, Sena déclare qu'elle a un ami Canadien d'origine Allemande. Depuis mai 2003, Sakura vit dans l'Okanagan en Colombie-Britannique, Canada.

## Filmographie partielle
| Titre du film                           | Producteur | Réalisateur  | Parution         |
| --------------------------------------- | ---------- | ------------ | ---------------- |
| Lust & Orgies (Vol.1) 淫乱と乱満        | KUKI       | Buta Gorila  | 29 octobre 1995  |
| Lust & Orgies (Vol.2) 淫乱と乱満        | KUKI       | Buta Gorila  | 19 novembre 1995 |
| Hips and Legs ヒップ＆レッグス          | KUKI       | Silver Wolf  | 19 novembre 1995 |
| Flesh Battle Royal 肉弾戦バトルロイヤル | KUKI       | Hurry Sugino | 16 janvier 1996  |
| Wild Kiss 麗獣KISS                      | KUKI       | Koji Matsuda | 18 janvier 1996  |

- Kaikin (debut)
- Monster Body, a.k.a. Born To Be Wild (Mars 2002)
- Japanese Girl (Avril 2002)
- SEX Machine (Mai 2002)
- DDP (2002)
- The Complete Sakura Deluxe (2002)
- Crazy Bust
- Japanese Girl (distribution internationale)
- Dekai, Dekai, PaiPai!